# Podhojni Hrib
Podhojni Hrib este o localitate din comuna Velike Lašče, Slovenia, cu o populație de 37 de locuitori.